# Tuindorp Buiksloterham

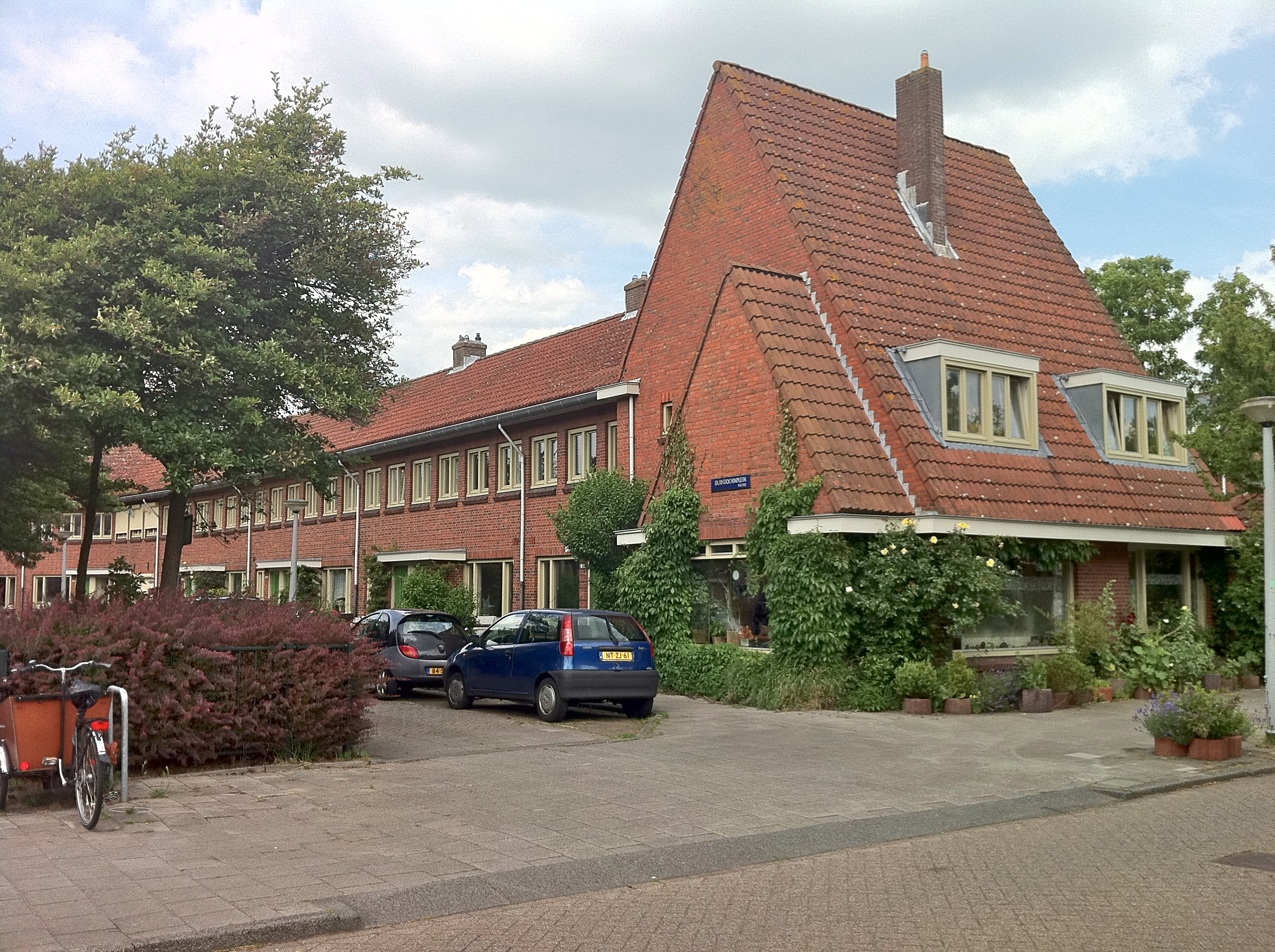
Gemeentewoningen uit 1931 in het Tuindorp Buiksloterham, Hortensiastraat, Amsterdam-Noord.

Tuindorp Buiksloterham was de naam van een bouwplan voor een tuindorp in Amsterdam-Noord in de Nederlandse provincie Noord-Holland met circa 2300 woningen, met kerken, winkels, scholen en een sportpark. Het is aangelegd in de jaren twintig en begin jaren dertig van de twintigste eeuw in de polder Buiksloterham om de woningnood in Amsterdam te bestrijden.
Het gebied dat Tuindorp Buiksloterham beslaat, wordt omsloten door de Floraweg in het noorden, het Noordhollandsch Kanaal in het oosten, het Mosveld in het zuiden en de Klaprozenweg in het westen. Het Florapark maakt deel uit van het tuindorp, als invulling van het groene ideaal van de ontwerpers. Door stadsdeel Noord is dit gebied samen met de Van der Pekbuurt en Disteldorp ingedeeld bij de Volewijck.

## Woningnood

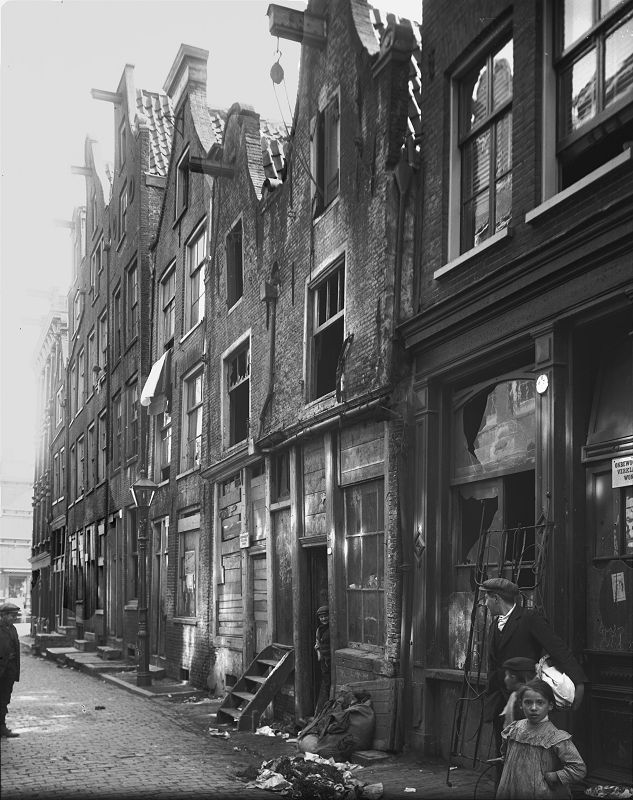
Krotten in de Amsterdamse Jodenbuurt anno 1925.

Tuindorp Buiksloterham was een van de tuindorpen die tussen de Eerste en Tweede Wereldoorlog in Amsterdam werden ontwikkeld om een tegenwicht te bieden aan de verpauperde volksbuurten in de binnenstad. Bovendien wilde men de groeiende groep arbeiders van de nieuwe industrieën en scheepsbouw aan de noordoevers van het IJ dicht bij hun werk huisvesten, om te voorkomen dat een dure oeververbinding tussen de binnenstad en Amsterdam-Noord nodig zou worden.

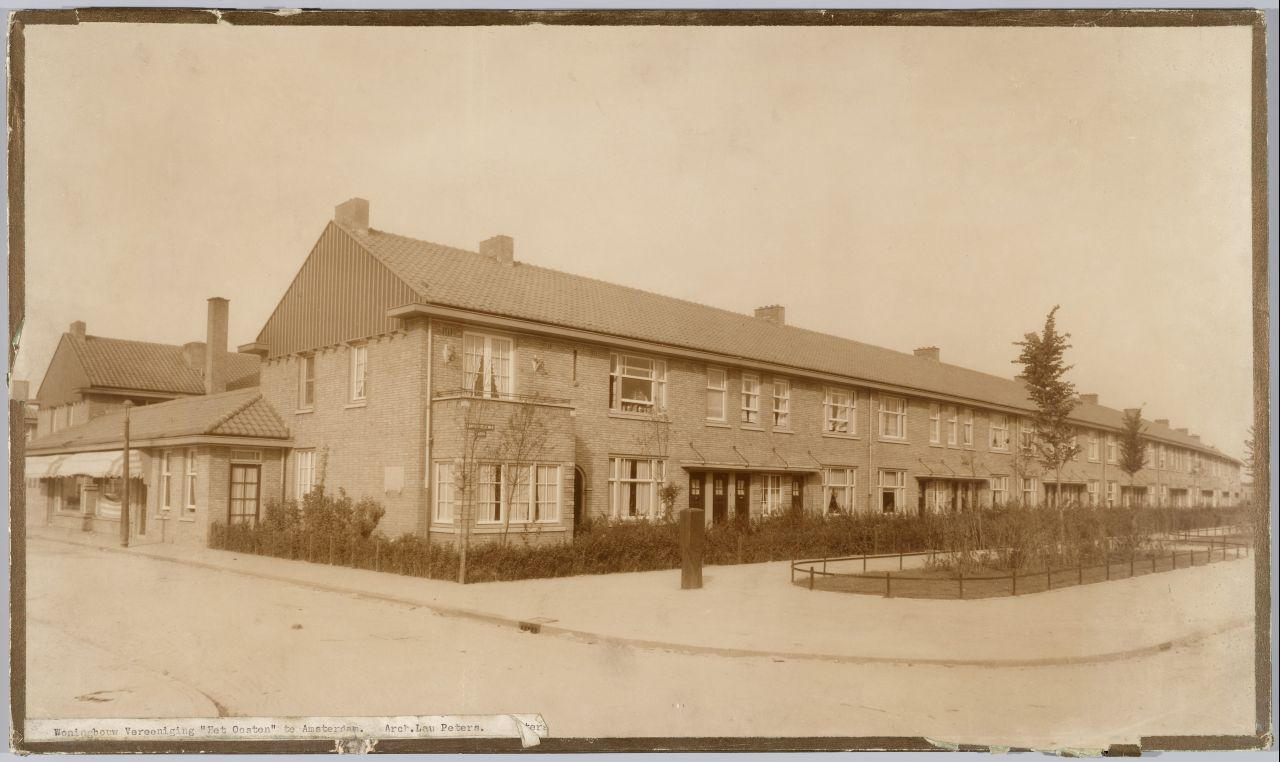
Woonhuizen van woningbouwvereniging "Het Oosten", Kamperfoelieweg, Amsterdam. Architect: L. Peters. Kort na de bouw.

De aanleg en bouw van het tuindorp gebeurde onder regie van de gemeente Amsterdam, die sinds een grenswijziging in 1877, na de aanleg van het Noordzeekanaal, zeggenschap had over de noordelijke IJ-oever tot aan de Waterlandse Zeedijk. Daardoor kon de gemeente Amsterdam al plannen maken voor woningbouw en bedrijvigheid in de Polder Buiksloterham, voordat de buurgemeenten Sloten, Buiksloot, Nieuwendam, Ransdorp, Watergraafsmeer en delen van Nieuwer-Amstel werden geannexeerd op 1 januari 1921. In deze periode heerste grote woningnood, terwijl tegelijkertijd op grote schaal woningen in de Amsterdamse binnenstad onbewoonbaar moesten worden verklaard, zoals op Uilenburg, Rapenburg en in de Jordaan. Er werden plannen ontwikkeld voor vervangende volkswoningbouw, waarvoor in de bestaande stad geen ruimte was.

## Het ideaal van het tuindorp
De tuindorpen in de Watergraafsmeer, Nieuwendam, Tuindorp Buiksloot, de Buiksloterham en bij Oostzaan zijn te danken aan de vooruitstrevende wethouders Floor Wibaut en Monne de Miranda, en de dadendrang van de directeur van de Gemeentelijke Woningdienst Amsterdam, Arie Keppler. Zij hadden vergaande idealen voor een menswaardiger bestaan voor de arbeiders en hun gezinnen.

## Financiële perikelen
Na de nodige plannen en voorbereiding gaf de Gemeentelijke Woningdienst Amsterdam voorrang aan de woningbouw in het zuidelijk deel van de Buiksloterhampolder (de latere Van der Pekbuurt) en Tuindorp Oostzaan (beiden anno 1921) en Tuindorp Nieuwendam, dat tussen 1924 en 1927 gereedkwam. Met de voorbereidingen voor Tuindorp Buiksloterham was daardoor net iets later begonnen. In deze periode werd de rijksoverheid steeds zuiniger met voorschotten voor woningwetwoningen. Het systeem van rijksbijdragen werd afgebouwd. Door middel van bouwpremies (een vast bedrag per woning) voor woningbouwverenigingen en particulieren had de rijksoverheid geprobeerd de woningbouwproductie op gang te brengen. Maar in de loop van de jaren twintig werden rijksvoorschotten alleen nog verstrekt aan woningbouwverenigingen in gemeenten die aantoonbaar leden onder de woningnood. Slechts voor krotopruiming en de bouw van het 'minimum' type woningwetwoning was nog rijksfinanciering. Enkele jaren na de Eerste Wereldoorlog beschouwde de overheid de ergste woningnood reeds als opgelost en werden de criteria nog strenger. Woningbouwverenigingen raakten voor de financiering van nieuwbouw steeds meer aangewezen op hypotheekbanken met garantstelling door de gemeente.

## Zomers Buiten

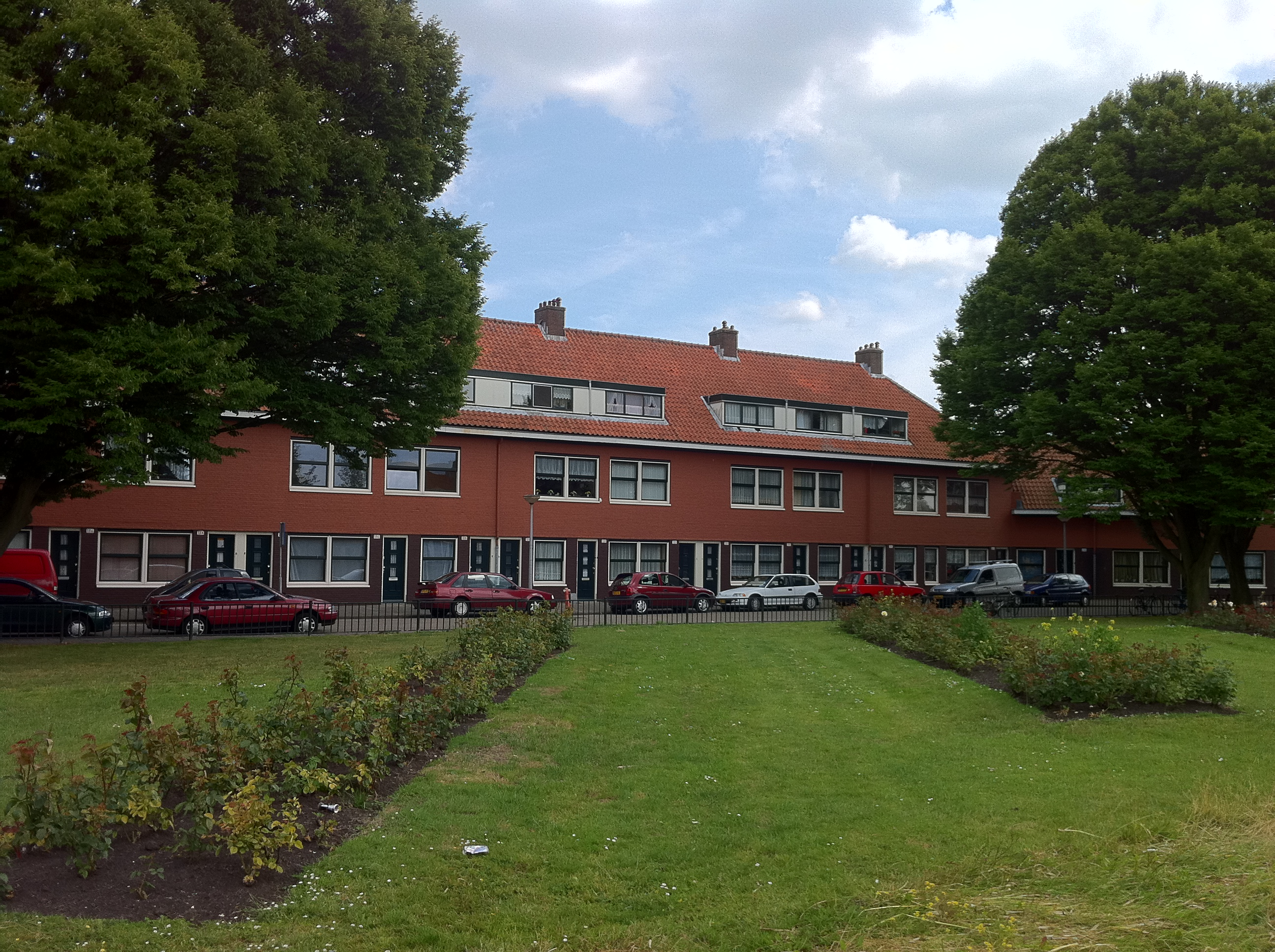
Sociale huurwoningen van Ymere in de Bloemenbuurt bij de Kamperfoelieweg.

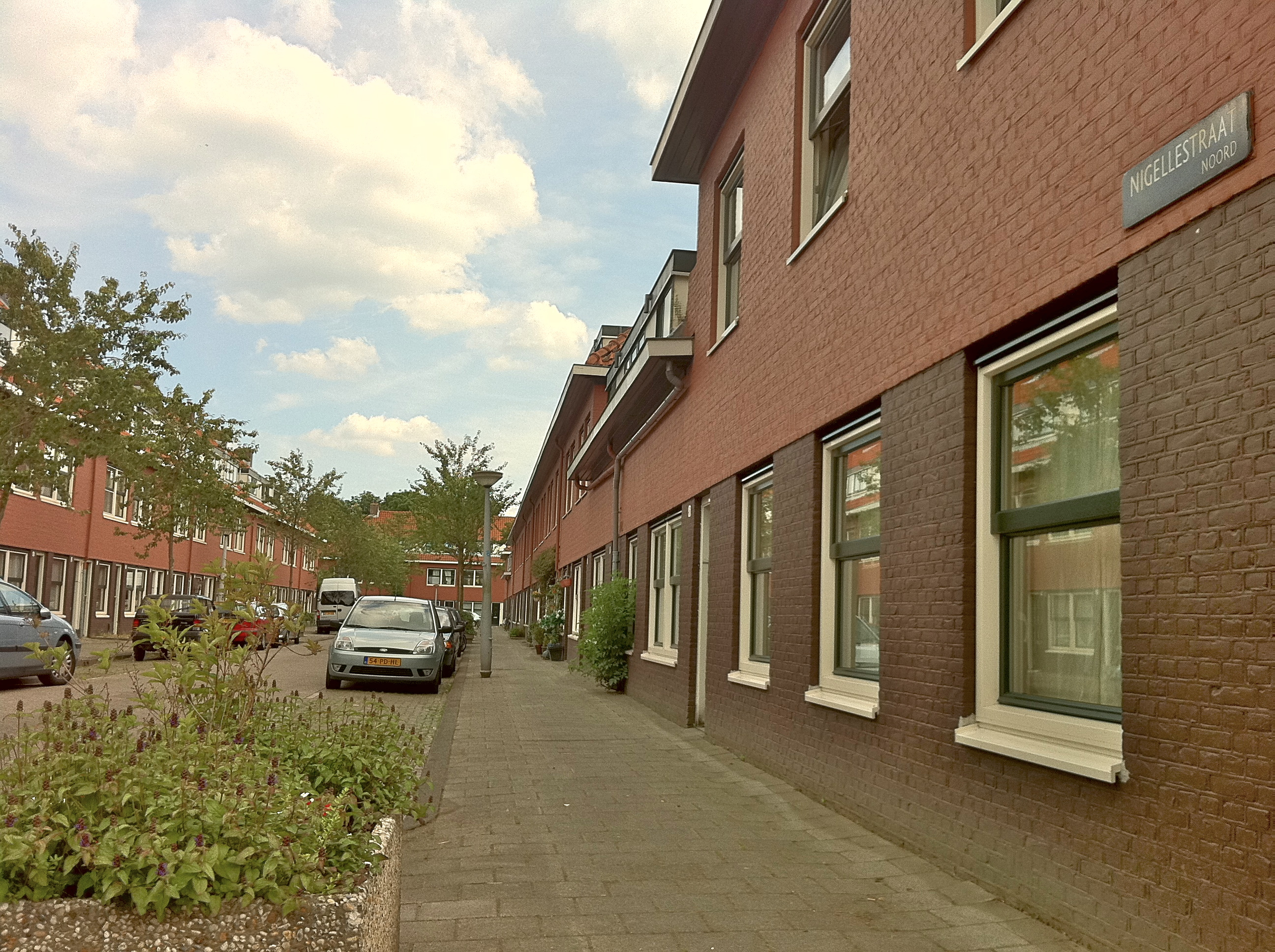
Nigellestraat, Bloemenbuurt, Amsterdam-Noord.

Door snel stijgende grondprijzen in Amsterdam, gestegen bouwkosten en teruglopende rijkssteun voor de bouw van arbeiderswoningen, was het de in 1917 opgerichte woningbouwvereniging Zomers Buiten nog steeds niet gelukt om een spade in te grond te steken voor hun eerste woning. Uiteindelijk wist de gemeente de nieuwe vereniging te interesseren voor bouwgrond in de polder Buiksloterham, met de belofte dat de gemeente garant zou staan bij een hypothecaire lening. Ten oosten van de nieuwe Kamperfoeliestraat, omsloten door de Sneeuwbalstraat, Wingerdweg en Azaleastraat zouden 517 woningen met een aantal winkels worden gebouwd. De woningen waren ontworpen door het architectenbureau Gulden en Geldmaker. In 1925 konden de eerste sleutels aan nieuwe bewoners worden overhandigd, en in 1930 was de laatste woning opgeleverd. De huurders waren doorgaans geschoolde arbeiders die voldoende verdienden met een vaste baan om wekelijks de huur te betalen. Veelal waren deze handwerklieden werkzaam bij de gemeente Amsterdam, omdat Zomers Buiten speciaal voor deze groep was opgericht.

## Andere woningbouwers
Begin jaren twintig was woningbouwvereniging Ons Belang als eerste al begonnen te bouwen aan de zuidkant van het nieuwe tuindorp. Langs het latere sportpark op het Mosveld waar De Volewijckers vanaf 1927 vele successen zouden boeken, ontwierp architect Willem Noorlander vier blokken met arbeiderswoningen. De complexen kwamen rond de Elzenstraat en de Andoornstraat. Het geheel is opgetrokken in baksteen in een sobere variant van de Amsterdamse School ook wel Nieuwe Haagse School genoemd. Ons Belang fuseerde in 2000 met Woningstichting Olympus Groep, die later opging in woningstichting Eigen Haard. Daarom zijn deze woningen nu in eigendom en beheer bij deze woningstichting. Daarnaast, tussen de Latherusstraat en de Clematisstraat, bouwde de Protestantse Woningbouw Vereeniging (nu opgegaan in woningcorporatie De Alliantie) in 1925 een blok met 68 woningen en 2 winkels voor haar leden, naar ontwerp van architect A.H. van Wamelen. In 1927-'28 kwam de hoek gereed bij het Mosplein en Kamperfoelieweg van architect Th.J. Lammers, dat particulier eigendom werd. Hier opende een bioscooptheater dat weer was ontworpen door Noorlander: Astoria, de enige bioscoop in Amsterdam-Noord (voor de opening van filmmuseum bioscoop EYE).

## Andere kant van Kamperfoelieweg

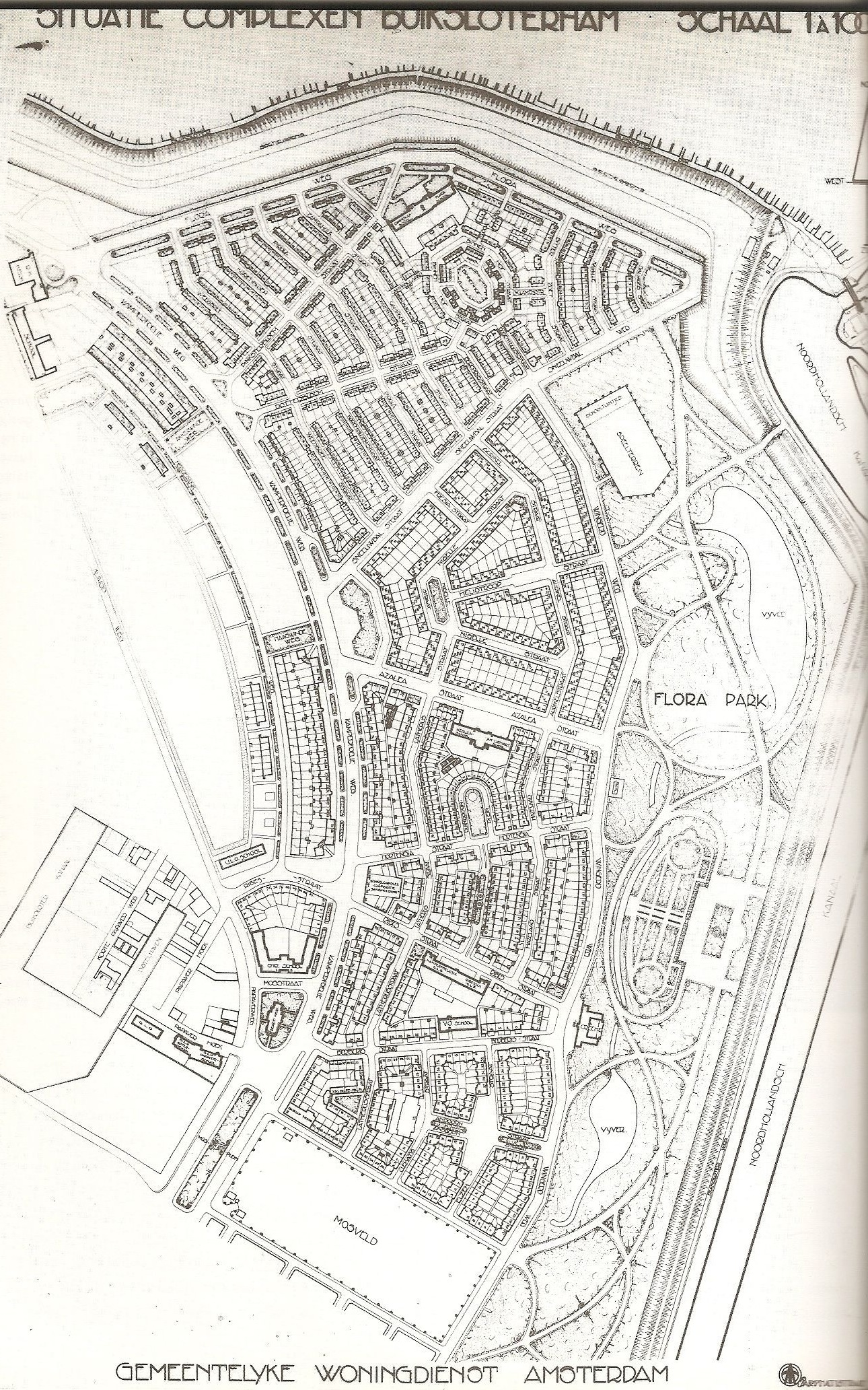
Tekening van Tuindorp Buiksloterham uit 1928.

Tussen de Kamperfoelieweg en de Klaprozenweg werden de woningen gebouwd door de woningbouwverenigingen:
- Amsterdamsche Coöperatieve Onderwijzers Bouwvereeniging (uit 1907, via de Olympus Groep opgegaan in Eigen Haard), die de opdracht gaf aan architect Jop van Epen (woningen gereed 1931);
- de Rooms-Katholieke Coöperatieve Woningbouwvereeniging Dr. Schaepman, die de arbeiderswoningen bouwde achter dit blok van de ACOB aan de Heggerankweg tussen de Ribesstraat en de Haagwindeweg;
- Het Oosten, die katholieke wortels had doordat het in 1911 was opgericht door katholieke arbeiders van de Oostergasfabriek. De laatste woningen, die waren ontworpen door Lau Peters, werden opgeleverd in 1934. Deze woningbouwvereniging ging in 2008 op in woningcorporatie Stadgenoot;
- Coöperatieve Bouwvereeniging Rochdale. Deze woningbouwvereniging had pas vanaf de tweede helft van de jaren veertig bezit aan de Kamperfoelieweg, tussen Haagwindeweg en Akkerwindeweg. Ook Rochdale koos voor Van Epen als architect. Door diverse problemen tijdens de bouw en het uitbreken van de Tweede Wereldoorlog werd de laatste woning pas in 1947 voltooid. De tekeningen waren al tijdens de oorlog goedgekeurd. In 1946 werd met de bouw begonnen, ondanks grote problemen met de houtaanvoer.

Aan het eind van de Kamperfoelieweg, naast de woningbouw van Het Oosten, werd in 1933 de Rooms-katholieke Sint-Stephanuskerk gebouwd. Achter de kerk kwam de Rooms-katholieke lagere school Sint-Franciscus van Assisië, met aparte afdelingen voor jongens en meisjes. Ernaast staat een gebouwtje voor een scoutinggroep, opgericht in 1954 als de ‘R.K. verkenners van de katholieke jeugdbeweging groep St. Stephanus’. Vergevorderde plannen voor een katholieke middelbare school gingen in 1933 op het laatste moment niet door wegens gemeentelijke bezuinigingen. J.M. van Hardeveld tekende in 1950 het laatste, dwarse huizenblokje aan de Heggerankweg, tegenover de zijkant van het schoolgebouw, voor de R.K. woningbouwvereniging Dr. Schaepman.

## Gemeentewoningen

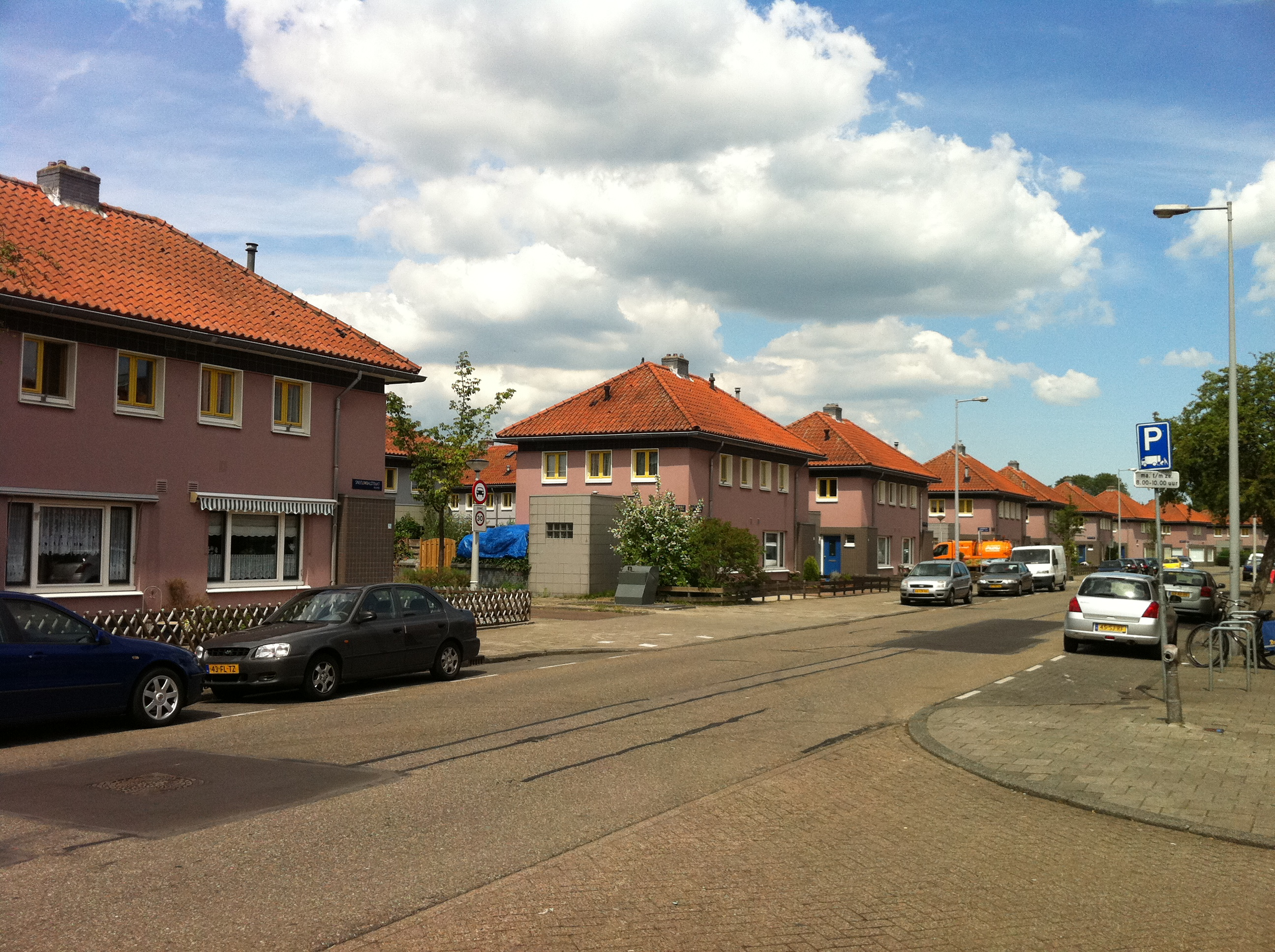
Sociale huurwoningen van Ymere in Floradorp bij de Sneeuwbalstraat.

De gemeente Amsterdam wilde zelf ook een vinger in de pap hebben bij de toewijzing van de nieuwe woningen, omdat er woonruimte nodig was voor de bewoners van krotwoningen in buurten in de binnenstad die de gemeente wilde saneren. Daarom nam de gemeente zelf ongeveer de helft van de bouwproductie in de Buiksloterham voor haar rekening. Ten noorden van de Sneeuwbalstraat werden tussen 1927 en 1929 ruim 600 gemeentewoningen gebouwd, en tussen de complexen van Zomers Buiten en Ons Belang werd een paar jaar later, in 1931, nog eens zo'n aantal aan de gemeente opgeleverd. Deze laatste buurt werd in het verleden ook wel aangeduid als Latherusbuurt.

## Onvrede
De eerste huurders van Zomers Buiten waren niet gelukkig met het idee dat het de gemeente zou zijn die de woningen ging bouwen in de aanpalende buurten. Bekend was dat de gemeente veel arme, werkloze en onaangepaste huurders plaatste in haar nieuwbouwwoningen. Het imago van bewoners van krotwoningen was slecht. Ook kwamen er veel mensen die lange tijd hadden gewoond in de woonschool Zeeburgerdorp, die geen beste reputatie hadden. De huurders van een woning van een woningbouwvereniging vreesden dat het aanzien van Tuindorp Buiksloterham eronder zou lijden.

## Behoefte aan andere naam
De nieuwe bewoners van de gemeentewoningen bij de Floraweg hadden op hun beurt niet zoveel op met de huurders van de woningbouwverenigingen. In hun ogen hadden deze arbeiders het te hoog in hun bol gekregen, nadat ze zo bevoorrecht waren geweest om een ruime woning in Tuindorp Buiksloterham te krijgen. Deze huurders wilden niet geassocieerd worden met de "arrogante" en beter verdienende arbeiders, die veelal in dienst waren van de gemeente Amsterdam. Al snel hadden beide kampen daarom argumenten om een andere naam te gebruiken voor hun buurt dan Tuindorp Buiksloterham, dat voor de meeste huurders ook te lange woorden waren. Namen als De Rimboe (naar de vele muggen en de heersende malaria, maar waarschijnlijk ook een verwijzing naar de "wilden" die daar zo afgelegen woonden), Het Rooie Dorp (naar de dakpannen en de politieke voorkeur van de overgrote meerderheid), de Bloemenbuurt en Floradorp kwamen in zwang. In het dagelijks taalgebruik ging de naam "Floradorp" doorgaans gebruikt worden voor de woningen tussen de Floraweg en de Sneeuwbalstraat, en raakte de naam "Bloemenbuurt" ingeburgerd voor de buurt ten zuiden van de Sneeuwbalstraat. De naam Tuindorp Buiksloterham is helemaal in onbruik geraakt om de wijk aan te duiden.

## Zomers Buiten wordt Woonmaatschappij

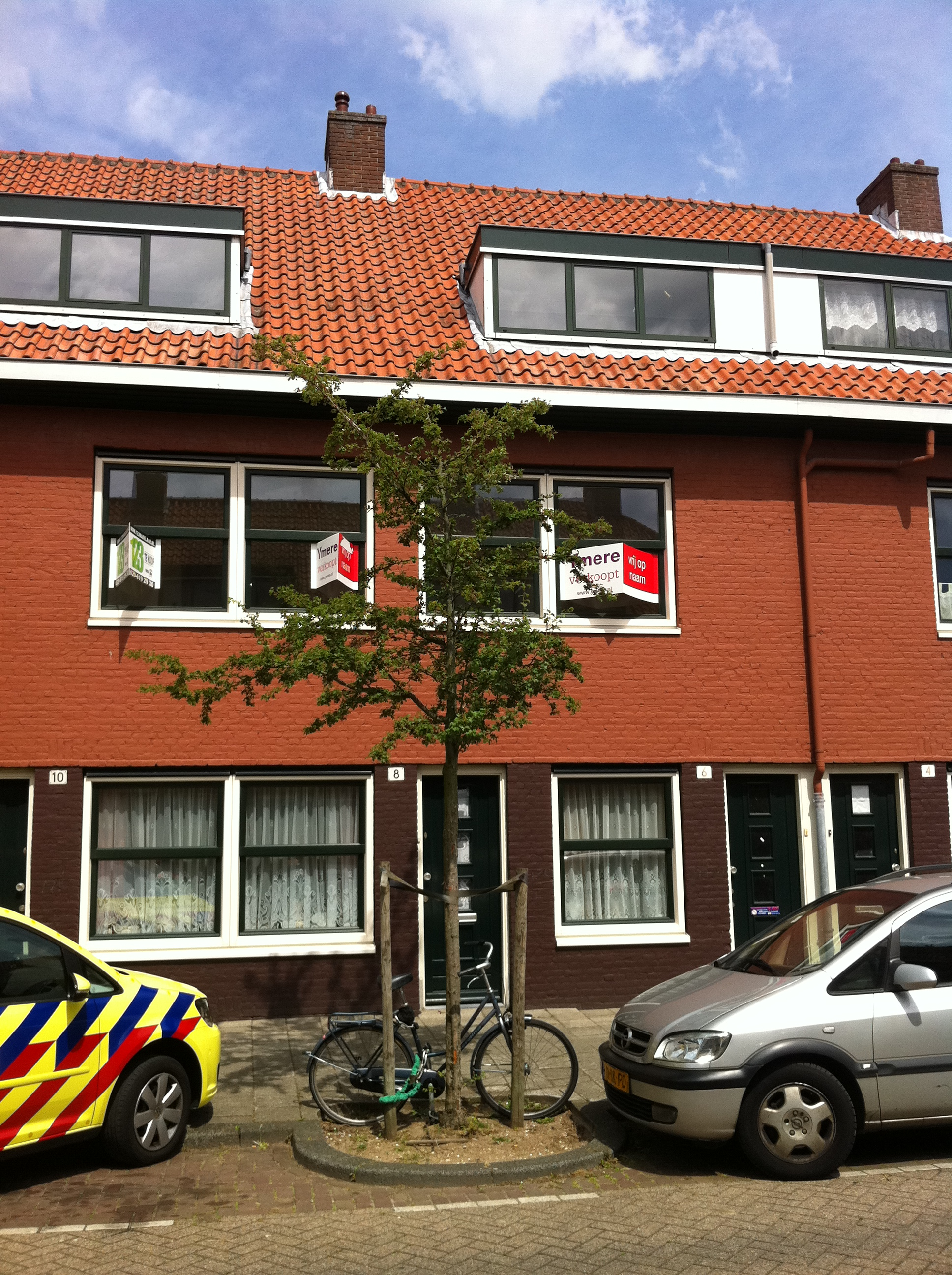
Een deel van de sociale huurwoningen in de Bloemenbuurt wordt verkocht.

In 2002 werden de statuten van Zomers Buiten volledig omgezet, zodat het voortaan volledig een woningstichting was. In 2003 werd de naam veranderd in 'Stichting Woonmaatschappij Zomers Buiten', waarmee nadere samenwerking met gelijknamige woningcorporaties in Haarlem en Haarlemmermeer werd onderstreept. In 2005 werd definitief afscheid genomen van de naam Zomers Buiten, toen de woningcorporatie 'Stichting Woonmaatschappij Amsterdam' ging heten. In 2006 fuseerde de stichting met de Stichting Woonmaatschappij Haarlem en Stichting Woonmaatschappij Haarlemmermeer tot de Stichting Woonmaatschappij.

## Fusie Woonmaatschappij met Ymere
In 1965 werd de Gemeentelijke Woningdienst omgedoopt in Gemeentelijke Dienst Volkshuisvesting, waar de bouw en het beheer van de gemeentewoningen in handen kwam van het dienstonderdeel Gemeentelijk Woningbedrijf Amsterdam. Het Gemeentelijk Woningbedrijf werd in 1994 geprivatiseerd in de Stichting Het Woningbedrijf Amsterdam. In 2004 fuseerde deze stichting met een woningcorporatie in Almere tot de Stichting Ymere.
Op 1 januari 2008 volgde een fusie tussen de Woonmaatschappij en Ymere, waardoor de voormalige gemeentewoningen in Tuindorp Buiksloterham en de woningwetwoningen van Zomers Buiten dezelfde eigenaar kregen.

## Huur en koop
De meeste woningen worden tegenwoordig nog steeds verhuurd als sociale huurwoningen en soms als vrijesectorhuurwoningen. Vanaf de jaren negentig van de twintigste eeuw wordt een deel van de woningen in Tuindorp Buiksloterham verkocht aan huurders en andere particulieren.
 Abberdaan · Admiralenbuurt · Amstel III · Amsteldorp · Amstelkwartier · Andreas Ensemble · Apollobuurt · ArenAPoort · Bajeskwartier · Banne Buiksloot · Bedrijventerrein Sloterdijk · Bellamybuurt · Betondorp · Bijlmer · Binnenstad · Bloemenbuurt · Borgerbuurt · Borneo · Bos en Lommer · Buiksloot · Buiksloterham · Buikslotermeer · Buiteneiland · Buitenveldert · Bullewijk · Burgwallen Oude Zijde · Burgwallen Nieuwe Zijde · Centrum Amsterdam Noord · Centrumeiland · Chassébuurt · Chinatown · Cremerbuurt (Amsterdam) · Cruquius · Czaar Peterbuurt · Da Costabuurt · Dapperbuurt · De Aker · De Baarsjes · De Bongerd · De Eendracht · De Heining · De Krommert · De 9 Straatjes · De Omval · De Pijp · Diamantbuurt · Driemond · Disteldorp · Dubbele Buurt · Duivelseiland · Duvelshoek · Elzenhagen · Erasmusparkbuurt · Floradorp · Frederik Hendrikbuurt · Funenpark · Gaasperdam · Gein · Geuzenveld · Gibraltarbuurt · Gouden Reael · Gulden Winckelbuurt · Grachtengordel · Haarlemmerbuurt · Hallenkwartier · Haven-Stad · Haveneiland · Havenstraatterrein · Helmersbuurt · Het Funen · Holendrecht · Hoofddorppleinbuurt · Houthaven · IJ-oevers · IJburg · IJdock · IJplein · Indische Buurt · Jan Maijenbuurt · Java-eiland · Jeruzalem · Jeugdland ·Jodenbuurt · Jordaan · Julianapark · Kadijken · Kadoelen · Kattenburg · Kinkerbuurt · KNSM-eiland · Kolenkitbuurt · Kop van Jut · Van der Kunbuurt · Laan van Spartaan · Landlust · Landstrekenbuurt · Lastage · Leidsebuurt · Lutkemeer · Marathonbuurt · Marineterrein · Marken · Marktkwartier · Medisch Centrum Slotervaart · Mercatorbuurt · Middelveldsche Akerpolder · Molenwijk · Museumkwartier · Nellestein · Nieuw Sloten · Amsterdam Nieuw-West · Nieuwe Pijp · Nieuwendam · Nieuwendammerdijk en Buiksloterdijk · Nieuwendammerham · Nieuwezijde · Nieuwmarkt · Noorderhof · Noordoever Sloterplas · Noordse Bos · Olympisch Kwartier · Omval · Ookmeer · Oostelijk Havengebied · Oostelijke Eilanden · Oostelijke Handelskade · Oostenburg · Oosterdokseiland · Oosterparkbuurt · Oostoever Sloterplas · Oostpoort · Oostzanerwerf · Osdorp · Oud Osdorp · Oud-Oost · Oud-West · Oud-Zuid · Oude Pijp · Oudezijde · Overamstel · Overhoeks · Overtoombuurt · Overtoomse Buurt · Overtoomse Veld · Park Haagseweg · Park de Meer · Plan van Gool · Plan West · Plan Zuid · Planciusbuurt · Plantagebuurt · Postjesbuurt · Prinses Irenebuurt · Rapenburg · Reigersbos · Riekerpolder · Rieteilanden · Rietlanden · Rivierenbuurt · Robert Scottbuurt · Roeterseiland · Ruigoord · Schinkel (bedrijventerrein) · Schinkelbuurt · Science Park · Sloten · Sloterdijk · Sloterdijk-Centrum · Slotermeer · Slotervaart · Sluisbuurt · Spaarndammerbuurt · Spieringhorn · Sporenburg · Sportheldenbuurt · Staatsliedenbuurt · Stadionbuurt · Steigereiland · Strandeiland · Teleport · Transvaalbuurt · Trompbuurt · Tuindorp Buiksloot · Tuindorp Buiksloterham · Tuindorp Nieuwendam · Tuindorp Oostzaan · Tuttifruttidorp · Van Tijenbuurt · Uilenburg · Universiteitskwartier · Valkenburg · Van der Kunbuurt · Van der Pekbuurt · Van Lennepbuurt · Venserpolder · Vlooienburg · Vogelbuurt · Vogeldorp · Vogeltjeswei · Volewijck · Vondelparkbuurt · Vrije Geer · Waalseiland · Watergraafsmeer · Waterlandpleinbuurt · Waterwijk · Weesp · Weesperbuurt · Weespertrekvaartbuurt · Weesperzijde · Westelijke Eilanden · Westelijke Tuinsteden · Westerdokseiland · Westerpark · Westpoort · Willemspark · Wittenburg · Zeeburg · Zeeburgereiland · Zeeheldenbuurt · Zuidas · Zuideramstel